# Junköklippan
Junköklippan is een Zweeds eiland behorend tot de Lule-archipel. Het is gelegen ten zuiden van Junkön. Junköklippan is een beschermd natuurgebied van 66 hectare groot. Junköklippan heeft geen oeververbinding en heeft enige overnachtingshuisjes.